# Erlstätt
Erlstätt ist ein Pfarrdorf und ein Ortsteil der Gemeinde Grabenstätt im Landkreis Traunstein. Der Ort liegt im Regierungsbezirk Oberbayern, etwa sechs Kilometer südöstlich des Chiemsees und 15 Kilometer nördlich der Chiemgauer Alpen auf einer Höhe von 559 m ü. NN.

## Geschichte

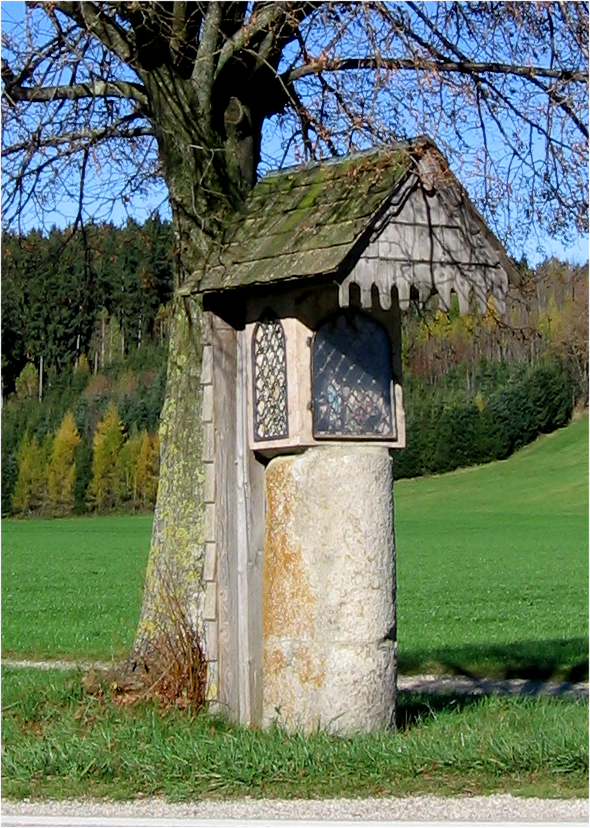
Meilenstein von Erlstätt, Teil eines Bildstocks bei Schmidham

Unmittelbar nordwestlich von Erlstätt verlief die Römerstraße Via Julia. Der Meilenstein von Erlstätt war bis 1780 in der Kirchhofsmauer von Erlstätt verbaut. Darauf wurde er Teil eines Bildstocks, der noch heute in unmittelbarer Nähe der ehemaligen Römerstraße aufgestellt ist, und erst 1840 als Meilenstein erkannt.
Die Notitia Arnonis erwähnt „Ad Erlastedi ecclesia cum territorio“ (übersetzt: In Erlstätt eine Kirche mit Grundbesitz). Der Pfarrsitz der Urpfarrei Erlstätt wurde spätestens 1263 nach Haslach verlegt. Im Mittelalter war Erlstätt Sitz einer Hauptmannschaft des Amtes Oberchiemgau des Herzogtums Bayern, die nur den Orte selbst umfasste. Die Grundherrschaft lag bis 1803 überwiegend beim Domkapitel Salzburg. Die politische Gemeinde Erlstätt entstand mit dem Gemeindeedikt von 1818. 1950 wurde Erlstätt wieder eine selbstständige katholische Pfarrei. Am 1. Mai 1978 wurden die bisherigen Gemeinden Grabenstätt, Erlstätt und Oberhochstätt zu einer  neuen Gemeinde mit dem Namen Grabenstätt zusammengeschlossen.

## Baudenkmäler
Siehe: Liste der Baudenkmäler in Erlstätt

## Bodendenkmäler
- Villa rustica (Erlstätt)

## Persönlichkeiten
- Josef Wirnshofer (* 1987), unter dem Pseudonym The Marble Man bekannter Musiker
- Karl Schefczik, (1901–1968), Heimatforscher der nach dem Krieg in Erlstätt seine zweite Heimat fand